# Тимирязевское

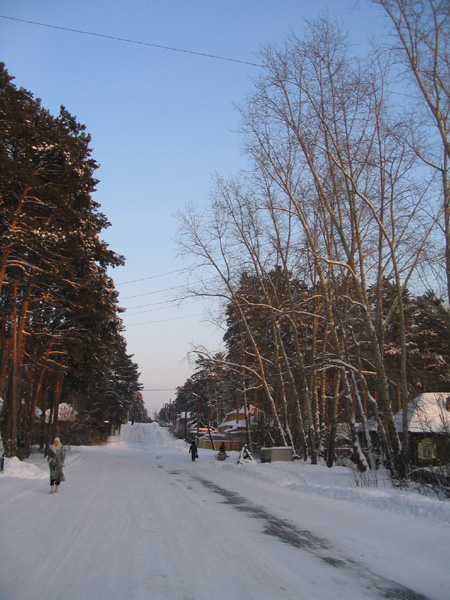
Улица Ленина в Тимирязевском.

Тимиря́зевское (до 1940 года — Новая Эушта, с 1940 до 1992 — Тимирязевский, также Дачный Городок, Татарский Городок, Тоянов Городок, Городок, в обиходной речи местных жителей — Тимирязево или Тимирязевка) — село Томской области России. Находится в подчинении Томску, относится к Кировскому району города, входит в состав городского округа Город Томск. До ноября 2004 года находилось в составе Томского района Томской области. C 1940 года до 1992 года имело статус рабочего посёлка (посёлка городского типа).

## География
Село раскинулось на левом (западном) берегу Тоянова озера на левобережье Томи. С севера, запада и юга окружено Тимирязевским бором.

## Население
| 1959   | 1970  | 1979  | 1989  | 2002  | 2010  | 2012  |
| ------ | ----- | ----- | ----- | ----- | ----- | ----- |
| 10 449 | ↘8464 | ↘7895 | ↘7869 | ↘6211 | ↗6406 | ↗6412 |
| 2013   | 2014  | 2015  | 2021  |       |       |       |
| ↗6506  | ↘6480 | ↘6434 | ↘6381 |       |       |       |

## История
В XVII веке здесь у Томи, близ кочевых стоянок эуштинцев, начинают появляться постоялые дворы для путешествующих по гужевым дорогам Сибирского тракта. Также сама стоянка эуштинцев, которые перешли на оседлый образ жизни, преобразуется в селение Эушта (ныне расположено 5 километрах севернее центра современного Тимирязевского). Западнее, в лесостепной местности, в XV—XVI веках несколько лет существовала большая стоянка кочевых татар, ныне известная как раскоп «Тоянов городок». Принято считать, что в XVI веке здесь располагалась резиденция князя Тояна.
Сложившаяся к середине XIX века деревня южнее татарского селения Эушта стала носить неофициальное, разговорное наименование Южная Эушта или Новая Эушта. По данным местного краеведа А. И. Сальникова, первые жилые дома построили здесь трое братьев Сулеймановых: Мухамед, Рацеп и Набей. С появлением в 1888 году в Томске первого в Сибири Университета, в местности близ города между подходом к Томи Шегарского тракта и деревней Новой Эуштой к началу XX века появляются летние дачи профессоров этого вуза и состоятельных горожан, из-за чего данное место стали называть Дачным Городком, в летнее время к нему, от устья Ушайки, была налажена лодочная переправа через Томь. Поселения Эушта (Новая и Старая) и Дачный (Князь-Тоянов) Городок относились к Зоркальцевской волости Томского уезда Томской губернии.

Городокъ. Наряду с Басандайкой наиболѣе популярное дачное мѣсто томичей; расположено на лѣвом берегу Томи, за Нестояннымъ озеромъ. Дачи идутъ длинной узкой полосой и находятся въ неодинаковыхъ мѣстных условіяхъ. Въ части, прилегающей къ т. н. пылковским болотам, не достаточно сухо, въ остальной удовлетворительно. Отъ вѣтровъ мѣстность достаточно защищена такъ какъ покрыта густымъ сосновымъ лѣсомъ, въ которомъ, кстати сказать, слишкомъ много тѣни мало травы. Дачи въ общемъ дороги. За помѣщеніе въ 3 комнаты платится от 150 до 200 р. въ лѣто, за одну комнату 50 руб. без воды и отопленія. Тоже помѣщение, удаленное отъ центра поселка, можно снять за 80—100 руб. Продукты имѣются на мѣстѣ и продаются по городским цѣнам. Существуютъ мелочныя лавки. Бываетъ и готовый столъ. Сообщение съ городомъ на моторахъ по Нестоянному озеру и р. Томи. Плата за переправу по Томи въ конецъ 10 коп. съ человѣка, мѣсячный абонемент 3 руб., по Нестоянному озеру в зависимости от разстоянія 5—8 коп. разовая и 1—2 р.. 25 коп. мѣсячная. Можно сообщаться и паромомъ чрез нижній перевозъ. Имѣются открытая веранда, на которой по праздникамъ устраиваются танцы. Предполагается веранду эту расширить и приспособить къ постановкѣ драматическихъ спектаклей.
Существует особое общество, заботящееся объ улучшеніи условій жизни въ «Городкѣ», именующееся «Общество по благоустройству дачной мѣстности „Городокъ“ близ г. Томска». Въ частности о-во занято обезпеченіемъ удобнаго сообщенія съ городомъ, охраненіемъ благоприятныхъ гигіеническихъ условій, организаціей противупожарныхъ мѣръ и устройствомъ развлеченій. Въ обществѣ состоитъ до 40 членовъ, членский взносъ 3 руб. Бюджетъ общества достигаетъ 1000 руб.— "Городъ Томскъ". Справочникъ, изданіе Сибирскаго Т-ва Печатнаго Дѣла в Томскѣ. Томскъ, 1912.
В 1925 году между Городком и Новой Эуштой, по инициативе профессора медицинского факультета Томского государственного университета М. Г. Курлова создаётся Больничный Городок, основой которого становится Томский окружной детский противотуберкулёзный санаторий. В 1937 году начато строительство костно-туберкулёзного диспансера для взрослых, позже детское и взрослослое лечебные заведения преобразованы в Томскую областную туберкулёзную больницу.
В 1929 году Сибкрайисполком (Новосибирск) издал справочник «Список населённых мест Сибирского края», где именовал данную сельскую агломерацию (Старая Эушта, Новая Эушта, Дачный Городок, Больничный Городок и учхоз-посёлок Тимирязевского техникума) единым наименованием посёлок Дачный Городок.
В начале 1920-х на берегу Кисловки, на базе Нелюбинского лесничества организован учебно-опытный лесхоз, где проходили практические занятия студентов лесного (лесотехнического) отделения Первого Сибирского политехникума, которому а 1923 году присвоено имя товарища К. А. Тимирязева. Данное учебное хозяйство близ Дачного Городка обзаводится собственными постройками, в том числе жилыми зданиями. В 1924—1930 годах здесь уже существовал небольшой посёлок. В 1930 году учебно-опытный лесхоз (существовал до 1972 года, закрыт из-за сокращения сырьевой базы), в связи с реорганизацией Тимирязевского политехникума, передаётся в состав вновь созданного Томского лесопромышленного техникума.
Уже через несколько лет, к 1937 году здесь же стала располагаться основная база производственной части Сиблага (подразделение ГУЛАГа), ведущая своими многочисленными лагерными и лесоповальными пунктами добычу леса в прилегающем многокилометровом таёжном сосновом бору. Образовался обширный посёлок служб, жилья сотрудников НКВД и Сиблага, а также лесотехникума. Посёлок соединился с территорией близлежащего Дачного Городка и территорией Больничного Диспансера — в единое целое. В посёлке имелась своя станция узкоколейной железной дороги, связывавшая сетью линий лесоповальные пункты в сосновом бору до территории под наименованием «86-й квартал». Зимой по льду реки Томи эта станция была связана сезонной железной дорогой со станцией Черемошники (Томск-Товарная) в правобережном городском посёлке Черемошники. Лес для зимней вывозки хранился летом на площадке «Нижний склад» (ныне здесь посёлок Нижний Склад в составе Томска). По зимней ледовой переправе томский лес вывозился в Томск (Томск-Товарная) и далее железнодорожным транспортом поставлялся на предприятия СССР.
Указом Президиума Верховного Совета РСФСР от 27 декабря 1940 года отнесен к разряду рабочих поселков населенный пункт Новая Эушта Томского района Новосибирской области, с присвоением наименования — рабочий поселок Тимирязевский. 

### В составе Томской области
Решением облисполкома от 17 декабря 1962 года № 437 пос. Тимирязевский и находящиеся в административном подчиненнии поссовета территории были переданы в административное подчинение Кировского районного совета депутатов трудящихся г. Томска.
На основании решения облисполкома от 7 января 1965 № 3 исполнительный комитет решил просить Президиум Верховного Совета РСФСР снова включить в состав Томского района рабочий пос. Тимирязевский, находившийся в административном подчинении Кировского районного совета г. Томска.
В 1992 году посёлок городского типа Тимирязевский официально преобразован в село Тимирязевское, а орган местной власти — Тимирязевский совет, соответственно, из статуса поселкового перешёл в сельский.
В 2012 году в посёлке Тимирязевском была освящена закладка православного храма.

## Инфраструктура
В селе находятся Музей леса, Лесхоз, Центральная районная больница Томского района, Дом культуры.
В 1925 году по инициативе М. Г. Курлова был организован детский противотуберкулёзный санаторий «Городок».

## Улицы[1]
Улицы: Болотная, Больничная, Большая Пионерская, Водозаборная, Дальняя, Деповская, Зелёная, Комсомольская, Кооперативная, Крылова, Левобережная подстанция, Ленина, Лесотехническая, Малая Пионерская, Некрасова, Новая, Новодеповская, Ново-Трактовая, Октябрьская, Песчаное Озеро, Пивоваровское болото, Примыкание, Путевая, Пушкина, Садовая, Советская, Старо-Трактовая, Тенистая, 3-й кордон, Цехановского, Чапаева, Чехова, Школьная.
Переулки: Дальний, Зелёный, Крылова, Лесной, Песчаный, Рабочий 1-й, Рабочий 2-й, Садовый, Советский, Сосновый, Школьный.
Микрорайоны: Солнечный, Юбилейный.

## Техногенные проблемы
Из-за возрастающего год от года строительства индивидуального жилья сокращается площадь окрестного леса, что вызывает опасение экологов, в частности, из-за возможного негативного влияния на водоносные горизонты, из которых скважины местного подземного водозабора снабжают большую часть Томска артезианской водой. А у археологов и историков новостройки вызывают беспокойство в связи с размещением части из них на территориях археологических памятников, которые ещё достаточно плохо изучены специалистами.

## Известные люди
- Крюков, Владимир Михайлович (род. 1949) — русский поэт, педагог, правозащитник.
- Соломатина, Татьяна Васильевна (род. 1956) — депутат Государственной думы VII созыва.